# ريتشي فولي
ريتشي فولي (بالإنجليزية: Richie Foley)‏ هو لاعب قذف أيرلندي، ولد في 22 يوليو 1987 في وترفورد في جمهورية أيرلندا.